# Onze-Lieve-Vrouw-van-Heimwee-en-Verlangenkapel (Geijsteren)

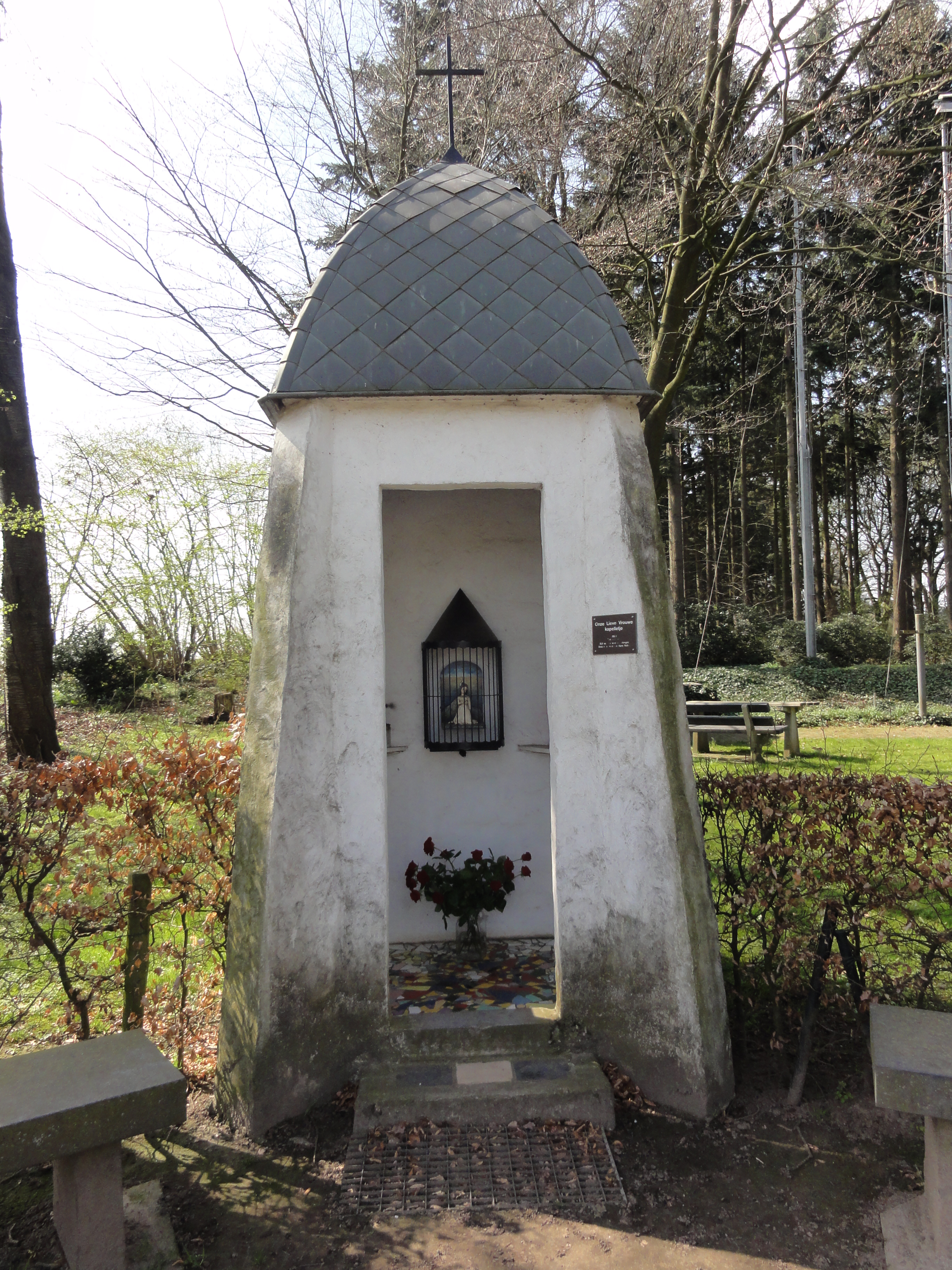
De Onze-Lieve-Vrouw-van-Heimwee-en-Verlangenkapel

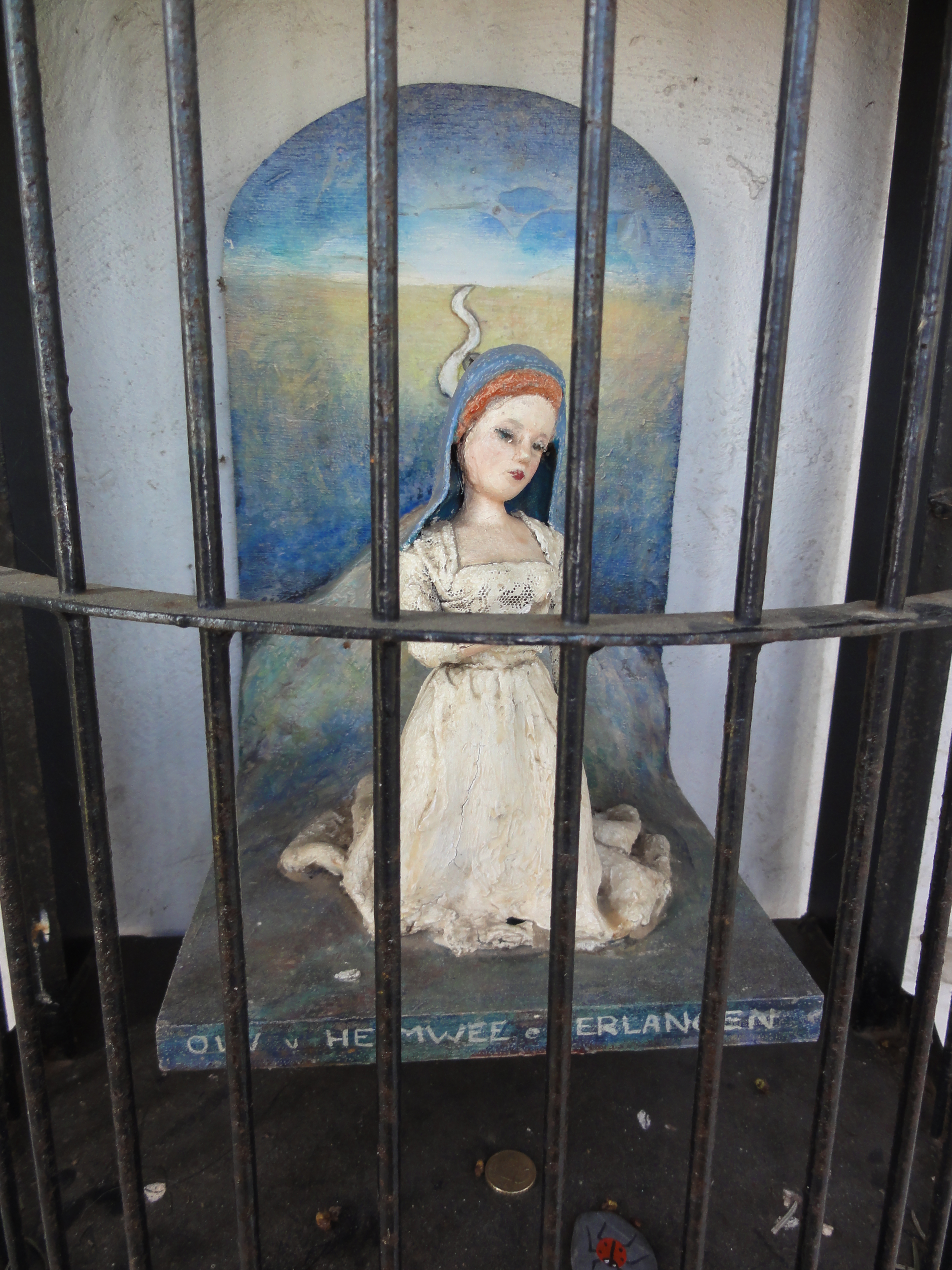
Beeld in de kapel

De Mariakapel is een kapel in Geijsteren in de Nederlands Noord-Limburgse gemeente Venray. De kapel staat ten noordwesten van het dorp aan de Sint Wilbertsweg, niet ver van waar de straat Alde Pasterie hierop uitkomt. In de nabijheid van de kapel ligt het schietterrein de Schutroei. Aan de oostkant van het dorp staat de Mariakapel, op ongeveer 350 meter naar het noordoosten staat de Sint-Annakapel en op bijna twee kilometer naar het westen staat in het bos de Sint-Willibrorduskapel.
De kapel is gewijd aan Maria, specifiek aan Onze-Lieve-Vrouw van Heimwee en Verlangen.

## Geschiedenis
In 1994 werd de kapel gebouwd.

## Bouwwerk
De wit gestuukte kapel is opgetrokken op een vierkant plattegrond en wordt gedekt door een paraboolvormige spits. Op de hoeken van de kapel zijn schuin uitgemetselde overhoekse steunberen geplaatst. In de beide zijgevels is een smal rechthoekig venster aangebracht. De frontgevel bevat de rechthoekige toegang tot de kapel.
Van binnen is de kapel eveneens wit gestuukt met op de vloer een kleurrijk mozaïek. Op de achterwand is beeld met schildering van Onze-Lieve-Vrouw aangebracht met hier omheen een halfrond kooitje. Op de voet van het beeld staat de tekst:

OLV v HEIMWEE · VERLANGEN